# Albeny Rosales
Albeny Antonio Rosales (* 18. května 1983) je bývalý venezuelský zápasník – judista.

## Sportovní kariéra
Připravoval se v Punto Fijo ve státě Falcón. Ve venezuelské mužské reprezentaci se pohyboval od roku 2003. S postavou jihoamerického Jasujuki Munety střídavě startoval ve střední a polotěžké váze do 100 kg. V roce 2008 obsadil panamerickou kontinentální kvótu pro start na olympijských hrách v Pekingu, kde prohrál v úvodním kole s Jihokorejcem Čang Song-hoem na ippon technikou tani-otoši. Sportovní kariéru ukončil v roce 2012.

## Výsledky
| Turnaj                  | 2003     | 2004     | 2005           | 2006           | 2007           | 2008           | 2009           | 2010           | 2011           |
| Turnaj                  | 20       | 21       | 22             | 23             | 24             | 25             | 26             | 27             | 28             |
| Turnaj                  | polostř. | polostř. | polotěžká váha | polotěžká váha | polotěžká váha | polotěžká váha | polotěžká váha | polotěžká váha | polotěžká váha |
| ----------------------- | -------- | -------- | -------------- | -------------- | -------------- | -------------- | -------------- | -------------- | -------------- |
| Olympijské hry          |          | —        |                |                |                | úč.            |                |                |                |
| Mistrovství světa       | —        |          | —              |                | úč.            |                | —              | —              | —              |
| Panamerické hry         | —        |          |                |                | 5.             |                |                |                | 7.             |
| Panamerické mistrovství | úč.      | 5.       | —              | —              | 5.             | 3.             | —              | —              | 5.             |
| Jihoamerické hry        |          |          |                | úč.            |                |                |                | —              |                |
| Středoamerické a k. hry |          |          |                | —              |                |                |                | —              |                |
| Bolívarské hry          |          |          | —              |                |                |                | —              |                |                |